# 東方香霖堂 ～ Curiosities of Lotus Asia.
《東方香霖堂 〜 Curiosities of Lotus Asia.》是东方Project在MediaWorks電撃萌王连载的小说作品。由ZUN编写，插画由啞采弦二提供。

## 概要
主要讲诉了一系列穿插在东方正作时间轴之外的小故事。小说故事以森近霖之助为第一人称，记录不同的人和妖到幻想乡的古道具屋——香霖堂中所发生的事。由于内容较为严谨详细，并且从和灵梦和魔理沙不同的观点观看幻想乡的姿态为特征。对东方的背景进行了补完和拓展。

## 登场人物

### 森近 霖之助
，Morichika Rinnosuke
種族：半人半妖:149頁（第20話）
住處：香霖堂
能力：了解未知道具的名稱與用途的能力
別名
- 古道具店「香霖堂」店主

登場
- 《東方香霖堂》（連載小說）-本作男主角
- 《東方儚月抄》（四格漫畫）-鈴仙與帝前往香霖堂採購材料，後來在香霖堂避雨。
- 《東方三月精》
- 《東方儚月抄》（連載漫畫）-第三話 咲夜到香霖堂尋找火箭發射的相關資料。
- 《東方星蓮船》-官方設定  娜芝琳所尋找的寶物就在香霖堂之中
- 《東方心綺樓》觀眾
- 《東方鈴奈庵》（連載漫畫）-第26話
- 《東方茨歌仙》（連載漫畫）-第34話

主題曲 ：
- 好奇的上海古牌 

香霖堂的老闆。是東方系列中少數的男性之一。居住在魔法之森附近的一個古道具屋「香霖堂」，學識豐富，喜愛看書和沉思，在很久之前曾在霧雨家做學徒並認識小時候的魔理沙，兩人算是青梅竹馬的關係。他也是對魔理沙的人生有重大影響的人物，魔理沙之所以會收集廢銅爛鐵和使用星塵相關的魔法，都是因為霖之助。迷你八卦爐也是霖之助製作並在魔理沙離家時送給她的。魔理沙對他的暱稱為「香霖」。
他的能力是可以得知道具的名稱和用途，可是卻無法得知其使用方法，有時候還會有誤解道具用途的情況。
由於是半妖的關係，不吃東西也不會死，也不會生病。
另外，他是整個東方Project系列當中第一個正式登場的男性角色。

### 讀書的妖怪少女
本を読んでいた妖怪少女
種族：妖怪
住處：香霖堂
能力：
別名
- 香霖堂的讀書妖怪

登場
- 《東方香霖堂》連載小說

在小說《東方香霖堂》第二話裡登場的讀書妖怪。蓝黑色连衣裙，头上有角或耳朵，身后有红色的翅膀。发色为蓝白相间，瞳孔为金色。
只出现两话，由于在路旁看书时被灵梦退治，被博丽灵梦打败后因为书被抢走而追至香霖堂，为了避免在店内开战而被雾雨魔理沙带走，之后没再出现。
没正式名称，基于外形，爱好者以朱鷺子（Tokiko） 稱呼。

### 魔理沙父亲
登場：《香霖堂》，《求聞史紀》
種族：人類
人间之里最大的道具屋「雾雨家」的主人，森近霖之助在雾雨家打工时得到其很多照顾，而被其尊称为雾雨亲父（霧雨の親父さん），在单行卷20话，于10年后再与森近霖之助见面，起初森近霖之助以为其年时已高，会不记得其而紧张，后来见面后，没有感到紧张。没有其外貌的描写。
在《萃夢想》魔理沙与咲夜的对话中，表示魔理沙与雾雨家断绝了关系，《香霖堂》单行卷第六话魔理沙已经没回过雾雨家。在《幻想鄉緣起》中，由于作为隐私问题而没写入，但稗田阿求认为雾雨家不接收魔法道具就是与女儿是魔法使有关。

## 刊登话数
「连载编号」是在杂志连载时所用的编号。「顺序编号」是为书写介绍的所用编号（参照#外部链接），起初与连载编号不同，在15话后与连载编号同步。「单行本编号」是在2010年9月30日刊发的单行本的编号（参照#单行本）。
| 连载刊            | 连载编号  | 介绍编号 | 单行本话数 | 日文标题 | 备注                           |
| ----------------- | --------- | -------- | ---------- | -------- | ------------------------------ |
| Colorful PUREGIRL | 第1话前編 | 第1话    | 第1话      |          | 月刊连载                       |
| Colorful PUREGIRL | 第1话後編 | 第2话    | 第2话      |          |                                |
| Colorful PUREGIRL | 第2话     | 第3话    | 第3话      |          |                                |
| Colorful PUREGIRL | 第3话前編 | 第4话    | 第4话      |          |                                |
| Colorful PUREGIRL | 第3话後編 | 第5话    | 第5话      |          |                                |
| Colorful PUREGIRL | 第4话前編 | 第6话    | 第6话      |          | 关于标题                       |
| Colorful PUREGIRL | 第4话後編 | 第7话    | 第7话      |          | 关于标题                       |
| Colorful PUREGIRL | 第5话前編 | 第8话    | 第8话      |          | 关于标题                       |
| Colorful PUREGIRL | 第5话後編 | 第9话    | 第9话      |          | 关于标题                       |
| magazine elfics   | 第1话     | 第10话   | 第10话     |          | 更换连载媒体，改为隔月刊连载。 |
| magazine elfics   | 第2话     | 第11话   | 第11话     |          | [ 参注 4 ]                     |
| 霊偲志異2         |           |          | 第12话     |          | [ 参注 5 ]                     |
| magazine elfics   | 第3话     | 第12话   | 第13话     |          |                                |
| magazine elfics   | 第4话     | 第13话   | 第14话     |          |                                |
| magazine elfics   | 第5话     | 第14话   | 第15话     |          |                                |
| magazine elfics   | 第6话     | 第15话   | 第16话     |          |                                |
| エルナビWEB       | 第16话    | 第16话   | 第17话     |          | 更换连载媒体。                 |
| エルナビWEB       | 第17话    | 第17话   | 第18话     |          |                                |
| 電撃萌王          | 第18话    |          | 第19话     |          | 更换连载媒体，改为隔月刊连载。 |
| 電撃萌王          | 第19话    |          | 第20话     |          |                                |
| 電撃萌王          | 第20话    |          | 第21话     |          |                                |
| 電撃萌王          | 第21话    |          | 第22话     |          |                                |
| 電撃萌王          | 第22话    |          | 第23话     |          |                                |
| 電撃萌王          | 第23话    |          | 第24话     |          |                                |
| 電撃萌王          | 第24话    |          | 第25话     |          | [ 参注 7 ]                     |
| 電撃萌王          | 第25话    |          | 第26话     |          |                                |
| 電撃萌王          | 第26话    |          | 第27话     |          | 连载结束                       |

每话参注：

### 刊物变动
- 最开始在日本电玩情报杂志《カラフルPUREGIRL》（Colorful PUREGIRL）上连载（第1话-第9话）。
- 后因为该杂志废刊而迁移到《Magazine Elfics》进行连载（第10话-第15话）。
- 期间还在同人小说志《灵偲志异2》上投稿刊载过一话番外篇（单行本第12话）。
- 之后在ハイランド的エルナビ网站上以网络小说的形式公开两回（第16话-第17话）。
- 最后转至角川的《电击萌王》连载，至26话完结（第18话-第26话）。

于《Colorful PUREGIRL》上连载的称为旧连载，之后的称为新连载。
旧连载连载时标记共5话，其中1、3、4、5话均分为前后篇，因此后来统计时将旧连载统计为4×2+1共计9话。
新连载在连载时的话数重新计算，并标记为新第X话。
因旧连载统计的方式不同，新连载在总话数计算的时候有两种不同的计算方式，一种是新1话作为第10话（即旧连载计为9话），一种是新1话作为第6话（即旧连载计为5话），按照这种不同的记载方式，总话数有26+1和22+1两种计算方式。

## 单行本
| KADOKAWA      | KADOKAWA               | 青文出版社    | 青文出版社             |
| 發售日期      | ISBN                   | 發售日期      | ISBN                   |
| ------------- | ---------------------- | ------------- | ---------------------- |
| 2010年9月30日 | ISBN 978-4-04-868501-6 | 2015年6月25日 | ISBN 978-986-356-245-0 |